# Josep-Lluís Sotorra i Agramunt

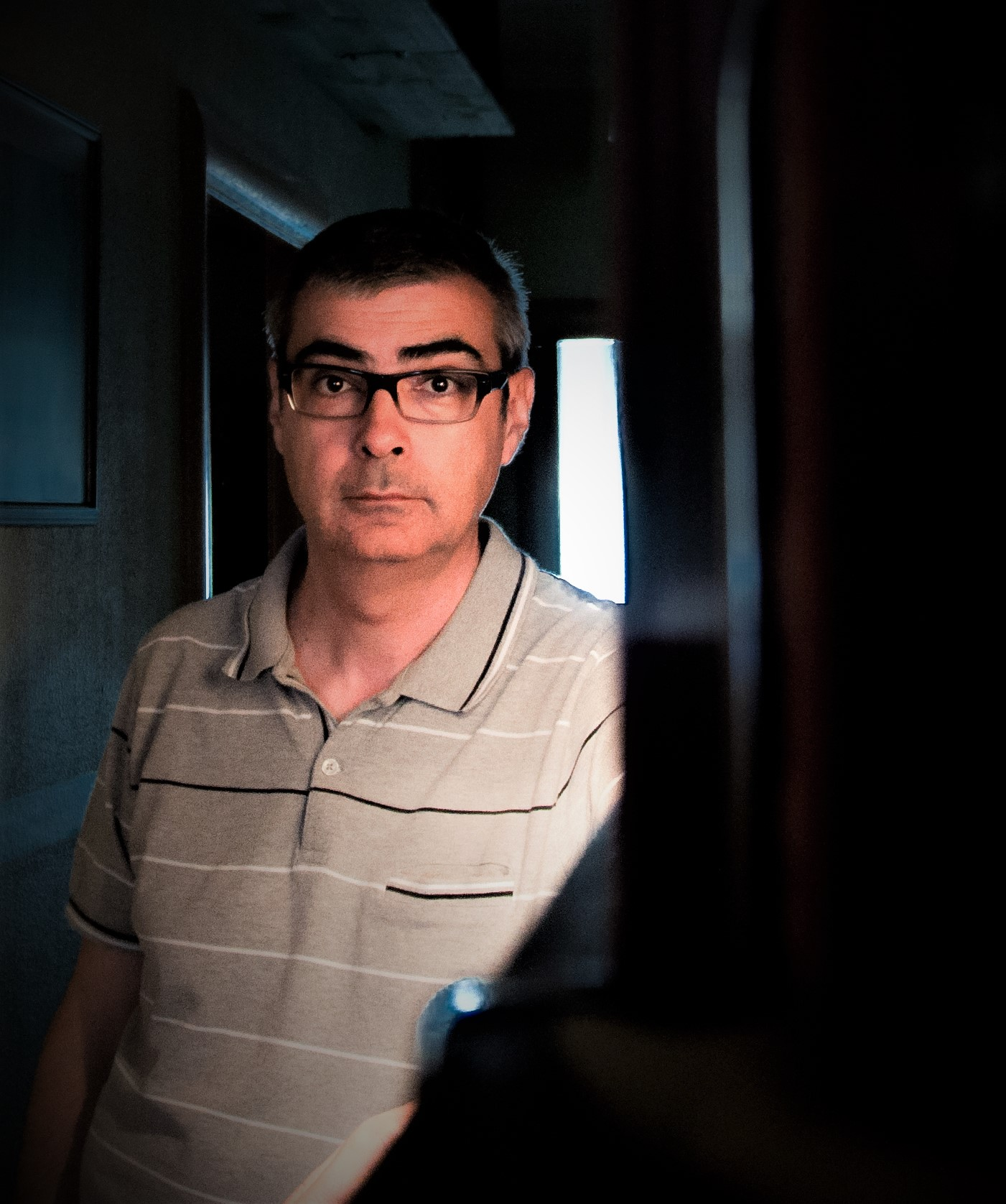
Josep Lluís Sotorra (2015)

Josep-Lluís Sotorra i Agramunt (Reus, 1960) és un escriptor català. Graduat en Humanitats, ha exercit de corrector, ha traduït una vuitantena de publicacions i ha desenvolupat el gruix de l’activitat professional en una entitat bancària. Del 2013 ençà manté de manera irregular el blog Ara que hi penso.

## Poesia
A les darreries de la dècada dels 70 cooperà al grup d’animació cultural reusenc Taronjada Natural, i posteriorment es va dedicar a la poesia experimental, de la qual publicà una mostra a Proses verticals III. Colors (1979), on, segons Magí Sunyer,“Hi utilitza els recursos formals de la neoavantguarda que seguia l’exemple futuristocubista: collages, cal·ligrames, jocs de tipografia, direccions diverses dels versos, xifres aràbigues, amb tota mena de manipulacions del text.” Durant les dues dècades posteriors persistí en el conreu poètic i obtingué guardons en diferents certàmens literaris. Els anys 2015/16 va participar a recitals organitzats per Terrabastall Poètic de Reus.

## Prosa
A partir de la dècada dels 80 ha conreat la narrativa, amb preponderància del gènere eròtic. El 1988 fou finalista del premi La Sonrisa Vertical amb la novel·la I demà què, senyora Pobert? (1989), publicada també en castellà amb el títol Istar, Istar (1990). Ha participat a les obres col·lectives Deu claus al pany (1991) i Bibliorelats (2015).
Durant trenta anys, d’ençà dels 80, va col·laborar activament a diversos mitjans de comunicació, entre els quals el diari Mediterráneo, les revistes TZARA, Nou Diari, TGN Magazín, DMODA i Diari del Priorat, o l’emissora Ràdio Premià de Mar, on conjuntament amb Martí Rosselló emeteren el programa La carta sense sobre el 1991.